# Фарук Кадуми
Фарук Кадуми, известен още като Абу Лутеф, е генералният секретар на Централния комитет на Фатах – крилото на политическия отдел на Организация за освобождение на Палестина (ООП) в Тунис. Често е наричан „външен министър“ на ООП.